# پیام قبادی
پیام قبادی اوغاز معروف به پیام قبادی (زاده ۱۷ اردیبهشت ۱۳۶۸ در تهران) تکواندوکار اهل ایران ساکن آذربایجان است که در حال حاضر برای تیم ملی تکواندوی جمهوری آذربایجان بازی می‌کند.
او نیز همانند هم‌تیمی‌های خود نظیر میلاد بیگی، پس از مهاجرت از ایران به عضویت تیم ملی تکواندوی جمهوری آذربایجان درآمد و به فعالیت ورزشی خود در این تیم ادامه می‌دهد.

## دستاوردهای ورزشی
| سال  | رویداد                          | شهر میزبان               | رتبه | وزن  | تیم ملی          | منبع   |
| ---- | ------------------------------- | ------------------------ | ---- | ---- | ---------------- | ------ |
| ۲۰۰۶ | قهرمانی جهان نوجوانان           | هوشی‌مین، ویتنام          | ۳    | -۷۸  | ایران            |        |
| ۲۰۰۶ | جشنواره جهانی تکواندو           | سئول، کره جنوبی          | ۱    | -۷۸  | ایران            | [ ۶ ]  |
| ۲۰۰۷ | جام پایتخت‌های جهان              | مسکو، روسیه              | ۲    | -۷۸  | ایران            | [ ۷ ]  |
| ۲۰۰۸ | قهرمانی غرب آسیا                | تهران، ایران             | ۱    | -۸۴  | ایران            | [ ۸ ]  |
| ۲۰۱۰ | آزاد فجر                        | فجر، ایران               | ۱    | -۸۰  | ایران            | [ ۹ ]  |
| ۲۰۱۱ | قهرمانی باشگاه‌های آسیا          | تبریز، ایران             | ۱    | -۸۴  | –                | [ ۱۰ ] |
| ۲۰۱۲ | آزاد فجر                        | تهران، ایران             | ۱    | -۸۰  | ایران            | [ ۱۱ ] |
| ۲۰۱۳ | آزاد اسپانیا                    | آلیکانته، اسپانیا        | ۱    | -۸۷  | ایران            | [ ۱۲ ] |
| ۲۰۱۳ | آزاد تونس                       | نابل، تونس               | ۲    | -۸۷  | ایران            | [ ۱۳ ] |
| ۲۰۱۴ | قهرمانی باشگاه‌های تکواندوی آسیا | تهران، ایران             | ۳    | -۸۷  | ایران            | [ ۱۴ ] |
| ۲۰۱۶ | قهرمانی تکواندوی اروپا          | مونترو، سوئیس            | ۳    | -۸۷  | جمهوری آذربایجان |        |
| ۲۰۱۶ | آزاد کرواسی                     | زاگرب، کرواسی            | ۳    | -۸۷  | جمهوری آذربایجان |        |
| ۲۰۱۸ | قهرمانی تیم‌های جام جهانی        | فجیره، امارات متحده عربی | ۳    | تیمی | جمهوری آذربایجان |        |
| ۲۰۱۹ | آزاد هلند                       | نیمیخن، هلند             | ۳    | -۸۷  | جمهوری آذربایجان |        |
| ۲۰۲۰ | آزاد ترکیه                      | استانبول، ترکیه          | ۳    | -۸۷  | جمهوری آذربایجان |        |
| ۲۰۲۰ | جام جهانی پیشکسوتان - اروپا     | هلسینگبوری، سوئد         | ۱    | -۸۷  | جمهوری آذربایجان |        |
| ۲۰۲۰ | آزاد هلند                       | آیندهوون، هلند           | ۲    | -۸۷  | جمهوری آذربایجان |        |